# OZAKURA♡PRINCESS
OZAKURA♡PRINCESS（オザクラプリンセス）は、OZアカデミーに所属する尾崎魔弓とフリーでOZアカデミーに参戦中の旧姓・広田さくらのタッグチーム。名前の由来は広田がチーム名がないためメールなどでチーム名を募集したところ来た53通の中から広田が厳選して選んだ名前。

## 歴史
2014年
- 5月11日、OZアカデミー新宿大会で旧姓・広田さくらが尾崎魔弓with西尾美香&マネージャー・ポリスに勝利したところからタッグチーム結成のきっかけとなった。試合後松本浩代と中川ともかの持つOZアカデミー認定タッグ王座に挑戦するべくアジャ・コング&倉垣翼、紫雷美央&桜花由美、AKINO&花月、ダイナマイト・関西&米山香織のダイナマイト・よねちゃんがタッグトーナメントに参戦表明をする中で美央やAKINOやアジャに罵倒されながらも広田がタッグトーナメントへの参戦を表明。しかしタッグパートナーが全員決まっているため広田にはタッグパートナーはいなかった。すると広田は今日パートナーを見つけたと言って尾崎をタッグチームに勧誘。しかし尾崎は出てこないため広田はスマホにある尾崎の恥ずかしい写真を見せびらかすと公言してだいたいのメンバーに見せると大爆笑してしまい、尾崎が登場し嫌々タッグトーナメントに出場。また広田自身は尾崎率いる正危軍には加入していない。
- 7月20日、タッグトーナメント一回戦で美央&桜花組と対戦。広田が美央からラ・ヘナストラルで勝利する。
- 8月17日、広田が豊田真奈美とのシングルに敗れた後マイクで尾崎を呼び出しタッグチーム名を発表。
- 9月23日、OZアカデミー新宿大会でアジャ・コング&倉垣翼組と決勝戦で対戦。松本のケガでベルトが返上されたため王者決定戦となる。試合は広田が志田光の竹刀誤爆でダメージを負ったアジャをスクールボーイで広田が丸め込み勝利。広田はWAVE認定タッグ王座を含めて二冠王となる。
- 10月13日、OZアカデミー後楽園ホール大会で男色ディーノ&大石真翔組と初防衛戦を行い大石をふらふらどーんでおさえ込み初防衛に成功する。試合後二人は賞金をもらうが西尾のアイデアで一つは尾崎の分でもう一つは正危軍のメンバーで分けることになり広田には一銭も入らないことになってしまったが賞金のため防衛するならセコンド陣は協力すると言う。

2015年
- 3月1日、花月&小林香萌組に敗れて王座陥落。実況で尾崎は解散を発表。また50枚のTシャツが余っていると発表される。

## メンバー
- 尾崎魔弓
- 旧姓・広田さくら

## タイトル歴
- 第20代OZアカデミー認定タッグ王座

## 入場曲
- DIAMONDS（プリンセス プリンセス）のサビからOZAKI'S WAITING